# Café-au-lait-Fleck
Café-au-lait-Flecken (von franz. café au lait = „Milchkaffee“) sind hellbraune, gleichmäßige Hautflecken unterschiedlicher Größe, die am ganzen Körper in unterschiedlicher Anzahl auftreten können. Da es sich um eine scharf begrenzte, gutartige Hautveränderung handelt (Nävus), wird manchmal auch die Bezeichnung Naevus pigmentosus verwendet, was jedoch nicht mit dem allgemeinen Überbegriff Pigmentnävus für pigmentierte Nävi verwechselt werden darf.

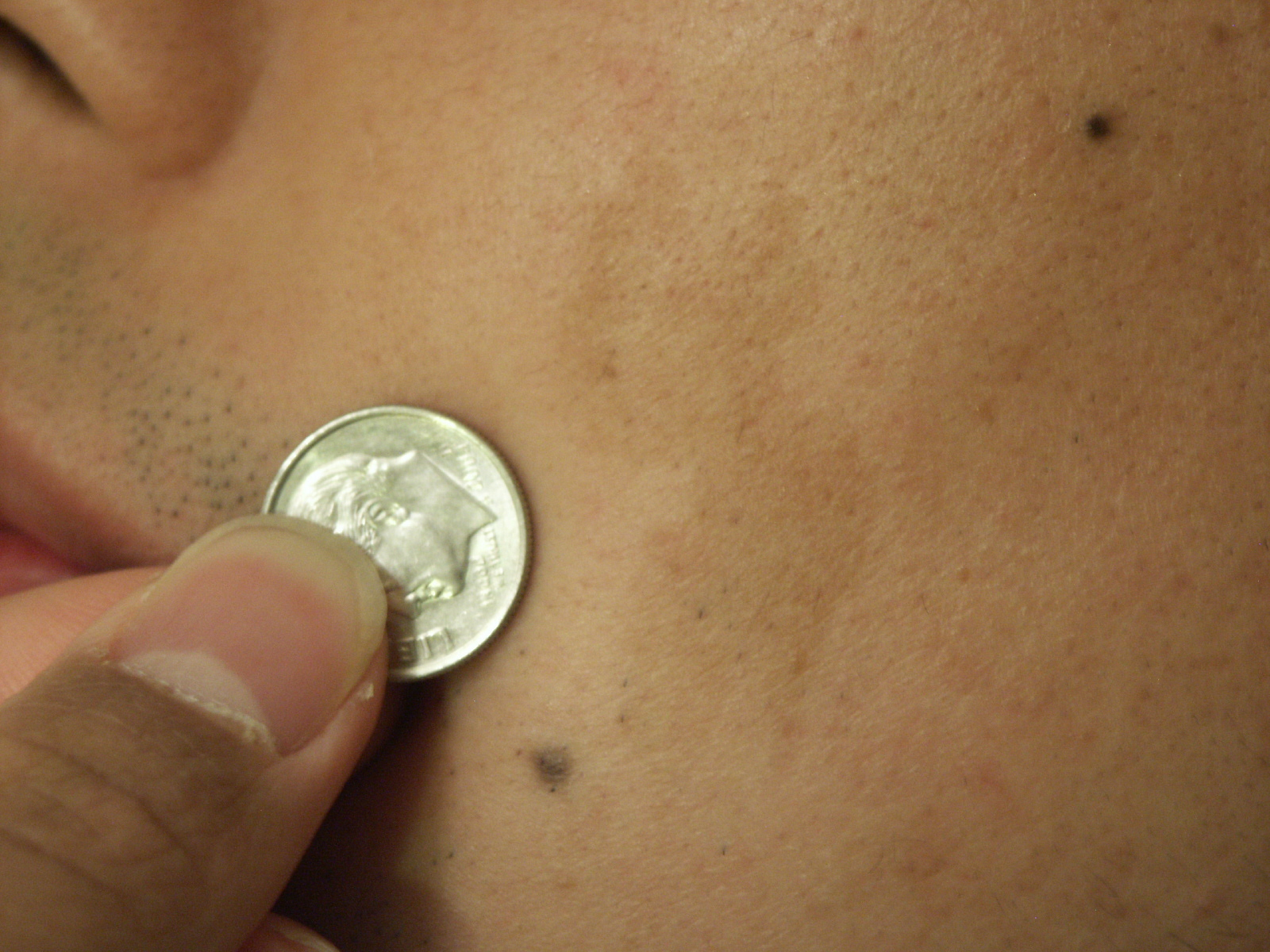
Café-au-lait-Fleck, Münze als Maßstab

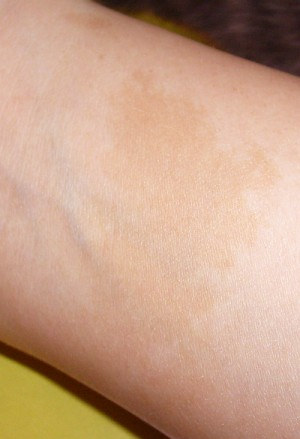
Café-au-lait-Fleck auf dem Unterarm

## Aussehen
Café-au-lait-Flecken haben eine hell- bis dunkelbraune absolut gleichmäßige Pigmentierung. Ihre Größenausdehnung kann stark variieren, von unter 2 mm bis über 20 cm. Im Unterschied zu anderen Pigmentnävi sind sie nie erhaben oder knotig und gehen auch nicht mit einer Hypertrichose einher.

## Bedeutung
Café-au-lait-Flecken haben keinen Krankheitswert. 10–20 % der Normalbevölkerung haben eine oder mehrere dieser homogenen Hyperpigmentierungen. Ein gehäuftes Auftreten wird beschrieben bei Vitamin-B12-Mangel, der Neurofibromatose (Morbus Recklinghausen), Fanconi-Anämie und dem McCune-Albright-Syndrom. Ab sechs Café-au-lait-Flecken, deren Durchmesser größer als 15 mm im Erwachsenenalter bzw. größer als 5 mm im Kindes- und Jugendalter sind, und dem Auftreten weiterer Symptome ist die Diagnose einer Neurofibromatose Typ 1 wahrscheinlich. Diese Café-au-lait-Flecken sind typischerweise glatt (Coast of California), während sie beim McCune-Albright-Syndrom unregelmäßig begrenzt erscheinen (Coast of Maine oder Coast of Massachusetts).

## Weiteres Vorkommen
Bei folgenden Syndromen und Erkrankungen wurden Café-au-lait-Flecken beschrieben:
- Bloom-Syndrom
- Chediak-Higashi-Syndrom
- Fanconi-Anämie
- Fibröse Dysplasie
- Gorlin-Goltz-Syndrom (Basalzellnävus-Syndrom)
- Jaffé-Campanacci-Syndrom
- Kongenitaler Nävus
- Legius-Syndrom
- Louis-Bar-Syndrom (Ataxia teleangiectatica)
- Maffucci-Syndrom
- Marfan-Syndrom
- Morbus Gaucher
- Morbus Hunter
- Multiple endokrine Neoplasie Typ 2
- Neurofibromatose Typ 1
- Noonan-Syndrom
- Peutz-Jeghers-Syndrom
- Silver-Russell-Syndrom
- Tuberöse Sklerose
- Von-Hippel-Lindau-Syndrom
- Wiskott-Aldrich-Syndrom